# Symphonie no 2 de Chostakovitch
« À Octobre »
Pour les articles homonymes, voir Symphonie no 2.
La Symphonie no 2 en si majeur (opus 14), sous-titrée « À Octobre — dédicace symphonique », est une courte symphonie expérimentale de Dmitri Chostakovitch. Composée en 1927, elle est dédiée au 10e anniversaire de la Révolution d'Octobre de 1917. C'est une symphonie avec chœur qui utilise un texte d'Alexandre Bezymenski.

## Structure
L'œuvre, la plus courte des symphonies de Chostakovitch, ne dure environ que 20 minutes et ne comporte qu'un seul mouvement, divisé en deux sections, la seconde faisant intervenir le chœur :
1. Largo — Allegro molto
2. My shli, my prosili raboty i khleba (Nous arrivons, nous demandons du travail et du pain.)

## Fiche technique
- Titre : Symphonie n° 2 en si majeur, op. 14
  - Sous-titre : À Octobre — dédicace symphonique
- Composition : 1927
- Création : 6 novembre 1927 par l'Orchestre philharmonique de Leningrad et le Chœur académique Capella, dirigés par Nicolaï Malko
- Durée : 20 minutes

### Orchestration
| Instrumentation de la Symphonie nº 2                                           |
| Bois                                                                           |
| 3 flûtes, 2 hautbois, 2 clarinettes, 2 bassons                                 |
| Cuivres                                                                        |
| 4 cors, 3 trompettes, 3 trombones, 1 tuba                                      |
| Percussions                                                                    |
| 2 timbales, percussions (dont un sifflet d'usine)                              |
| Cordes                                                                         |
| 6 premiers violons, 6 seconds violons, 4 altos, 4 violoncelles, 2 contrebasses |
| Voix                                                                           |
| Chœur                                                                          |

## Histoire

### Composition
La pièce a été commandée par le gouvernement pour célébrer le dixième anniversaire de la Révolution d'Octobre.
Cette symphonie est une importante illustration de la musique soviétique des années 1920 avec en particulier la notion de symphonie industrielle censée inspirer le prolétariat. Ainsi, la partie chorale de l'œuvre est annoncée par une sirène d'usine. Chostakovitch voulait d'abord en faire un poème symphonique et ce n'est que plus tard que le compositeur l'a appelée sa seconde symphonie.

### Création et réception
La critique soviétique accueillit avec bienveillance toutes les exécutions de la Deuxième Symphonie, avant de les vilipender ultérieurement. Par contre elle ne trouva pas de défenseurs à l'étranger, car les musiciens et les mélomanes occidentaux n'étaient pas prêts à accepter la propagande grossière dont elle se faisait l'interprète.

## Analyse

### Largo — Allegro molto
Le Largo est divisé en deux parties : un début polyphonique et un épisode méditatif que Chostakovitch a décrit, dans une lettre à Boleslav Yavorsky (en), comme "la mort d'un enfant". Tout cette partie est expérimentale, la plupart du temps sans tonalité et d'une orchestration très dense.

### My shli, my prosili raboty i khleba
Le choral final présente un texte d'Alexandre Bezymenski à la gloire de Lénine et de la Révolution russe. Le compositeur lui-même semble ne pas avoir été satisfait ; il a en effet écrit dans une lettre du 28 mai 1927 à Tatyana Glivenko qu'il était fatigué d'écrire et qu'il considérait le texte de Bezymenski comme "abominable".
Le texte décrit d'abord les souffrances du peuple avant la révolution, puis s'achève par un salut à "Octobre, la Commune et Lénine".

## Discographie sélective
| Direction          | Orchestre                                    | Année | Label               | Note |
| ------------------ | -------------------------------------------- | ----- | ------------------- | ---- |
| Kirill Kondrachine | Orchestre philharmonique de Moscou           | 1972  | Melodiya            |      |
| Bernard Haitink    | Orchestre et chœur philharmonique de Londres | 1981  | Decca               |      |
| Andris Nelsons     | Orchestre symphonique de Boston              | 2023  | Deutsche Grammophon |      |